# Odil Ahmedov
Odil Ahmedov (Namangan, 25 november 1987) is een Oezbeeks voetballer die bij voorkeur als defensieve middenvelder speelt. Hij tekende in 2014 bij het Russische FK Krasnodar. In 2007 debuteerde hij in het Oezbeeks nationaal elftal.

## Clubcarrière
Ahmedov speelde vijf seizoenen in eigen land bij Pakhtakor Tasjkent. Daarin maakte hij 16 doelpunten uit 102 competitiewedstrijden. In januari 2011 verhuisde hij naar Anzji Machatsjkala. Op 1 maart 2011 debuteerde Ahmedov voor zijn nieuwe club in de beker tegen Zenit Sint-Petersburg. In drie jaar speelde hij 86 competitieduels voor Anzji. In 2014 degradeerde de club uit de Premjer-Liga. In juni 2014 tekende de Oezbeekse international een driejarig contract bij FK Krasnodar. Op 1 augustus 2014 maakte hij zijn eerste officiële doelpunt voor Krasnodar in de voorronde van de Europa League tegen het Hongaarse Diósgyőri VTK.

## Interlandcarrière
Op 13 oktober 2007 debuteerde Ahmedov voor Oezbekistan tegen Taiwan. Sindsdien maakte hij twaalf doelpunten in meer dan zestig interlands en nam hij deel aan de Aziatische kampioenschappen voetbal in 2011 en in 2015.